# Willi Schuh (Musikwissenschaftler)
Willi Schuh (* 12. November 1900 in Basel; † 4. Oktober 1986 in Zürich) war ein Schweizer Musikwissenschaftler.

## Leben
Willi Schuh wurde am 12. November 1900 in Basel geboren. Zunächst studierte er Musik bei Eugen Kutschera und Werner Wehrli in Aarau und bei Eugen Papst in Bern. Ab 1920 war er Privatschüler Walter Courvoisiers in München. Gleichzeitig studierte er Komposition bei Anton Beer-Walbrunn an der Akademie der Tonkunst. Ab 1922 begann Schuh an der Münchner Universität mit dem Studium der Musikwissenschaft bei Adolf Sandberger und der Kunst-, Literatur- und Theatergeschichte bei Heinrich Wölfflin, Fritz Strich und Artur Kutscher. 1924 setzte er seine Studien in Bern u. a. bei Ernst Kurth fort. Er promovierte 1927 zum Thema Formenprobleme bei Heinrich Schütz.
Ab 1928 arbeitete Schuh in Zürich zunächst als Musikkritiker für die Neue Zürcher Zeitung. Von 1944 bis 1965 war er deren Musikredakteur. Am Zürcher Konservatorium lehrte er zwischen 1930 und 1944 Musikgeschichte sowie zwischen 1939 und 1944 Harmonielehre.
Zwischen 1934 und 1936 war Schuh Mitherausgeber der Mitteilungen der Schweizer Musikforschenden Gesellschaft, 1941 bis 1968  arbeitete er als Redakteur der Schweizerischen Musikzeitung.
Das zentrale Thema Schuhs musikwissenschaftlicher Forschung war der Komponist Richard Strauss. Schuh stand von 1936 bis zu Strauss’ Tod 1949 in Kontakt mit dem Komponisten. Ein weiterer Schwerpunkt seiner Arbeit war der Schweizer Komponist Othmar Schoeck.
Willi Schuh war 1931 bis 1939 Mitglied des Schweizerischen Musikpädagogischen Verbands und 1967 bis 1972 der International Musicological Society.
Er fand seine letzte Ruhestätte auf dem Zürcher Friedhof Manegg.

## Ehrungen
- ab 1969: Ehrenmitglied des Schweizerischen Tonkünstlervereins.
- ab 1971: Ehrenmitglied der Schweizerischen Musikforschenden Gesellschaft.
- 1963: Hans-Georg-Nägeli-Medaille der Stadt Zürich, für seine Verdienste um das Zürcher Musikleben.

## Werke
- The New Grove Dictionary of Music and Musicians. 2nd ed. New York 2001 [Mitarb.]
- (Hrsg.): Schweizer Musikbuch. I. Teil: Geschichte der Musik in der Schweiz. Zürich 1939 (archive.org); II. Teil: Schweizer Musiker-Lexikon. Zürich 1939 (archive.org); Neuausgabe 1964.
- Richard Strauss Jugend und frühe Meisterjahre. Lebenschronik 1864–1898. Zürich 1976.
- Kritiken und Essays. 4 Bde. Zürich 1947–1954. (1. Bd. Über Opern v. Rich. Strauss)
- Straussiana aus vier Jahrzehnten. 1968.
- Umgang mit Musik. Zürich 1970.
- Der Rosenkavalier. 1968.